# Bayron Méndez
Bayron Edimar Dionicio Méndez (El Progreso, Yoro, Honduras; 4 de julio de 1988) es un futbolista hondureño, juega como mediocentro ofensivo y su actual club es el Motagua de la Liga Nacional de Honduras.

## Selección nacional
En 2013 fue convocado por Luis Fernando Suárez a la Selección de fútbol de Honduras para disputar los partidos de clasificación para la Copa Mundial de Fútbol de 2014 ante México el 22 de marzo y ante Panamá el 26 de marzo. Sin embargo, no jugó ninguno de los dos partidos. Hizo su debut con la Selección de fútbol de Honduras el 4 de febrero de 2015 en un amistoso contra Venezuela que concluyó con derrota de 3-2.

### Participaciones en Eliminatorias
| Eliminatorias                   | Resultado      | Partidos | Goles |
| ------------------------------- | -------------- | -------- | ----- |
| Eliminatorias Mundialistas 2014 | 3° (clasificó) | 0        | 0     |

### Partidos internacionales
| \| Fecha \| Ciudad \| Local \| Resultado \| Visitante \| Competencia \| Goles \| \| ---------- \| ------------------- \| ---------- \| --------- \| --------- \| ----------- \| ----- \| \| 04-02-2015 \| San Pedro Sula \| Honduras \| 2-3 \| Venezuela \| Amistoso \| 0 \| \| 04-09-2015 \| Puerto Ordaz \| Venezuela \| 0-3 \| Honduras \| Amistoso \| 0 \| \| 08-09-2015 \| Quito \| Ecuador \| 2-0 \| Honduras \| Amistoso \| 0 \| \| 09-10-2015 \| Tegucigalpa \| Honduras \| 1-1 \| Guatemala \| Amistoso \| 0 \| \| 14-10-2015 \| San Pedro Sula \| Honduras \| 1-1 \| Sudáfrica \| Amistoso \| 0 \| \| 16-12-2015 \| Juticalpa \| Honduras \| 2-0 \| Cuba \| Amistoso \| 0 \| \| 27-01-2016 \| Managua \| Nicaragua \| 1-3 \| Honduras \| Amistoso \| 1 \| \| 10-02-2016 \| Ciudad de Guatemala \| Guatemala \| 3-1 \| Honduras \| Amistoso \| 0 \| \| Total \| \| Presencias \| 8 \| \| Goles \| 1 \| |                     |            |           |           |             |       |
| Fecha | Ciudad              | Local      | Resultado | Visitante | Competencia | Goles |
| 04-02-2015 | San Pedro Sula      | Honduras   | 2-3       | Venezuela | Amistoso    | 0     |
| 04-09-2015 | Puerto Ordaz        | Venezuela  | 0-3       | Honduras  | Amistoso    | 0     |
| 08-09-2015 | Quito               | Ecuador    | 2-0       | Honduras  | Amistoso    | 0     |
| 09-10-2015 | Tegucigalpa         | Honduras   | 1-1       | Guatemala | Amistoso    | 0     |
| 14-10-2015 | San Pedro Sula      | Honduras   | 1-1       | Sudáfrica | Amistoso    | 0     |
| 16-12-2015 | Juticalpa           | Honduras   | 2-0       | Cuba      | Amistoso    | 0     |
| 27-01-2016 | Managua             | Nicaragua  | 1-3       | Honduras  | Amistoso    | 1     |
| 10-02-2016 | Ciudad de Guatemala | Guatemala  | 3-1       | Honduras  | Amistoso    | 0     |
| Total |                     | Presencias | 8         |           | Goles       | 1     |

## Clubes
| Club          | País      | Año           | Partidos     | Goles        |
| ------------- | --------- | ------------- | ------------ | ------------ |
| Parrillas One | Honduras  | 2008-2011     | Inaccesibles | Inaccesibles |
| Platense      | Honduras  | 2011-2013     | 52           | 4            |
| Olimpia       | Honduras  | 2013-2017     | 127          | 11           |
| Platense      | Honduras  | 2018          | 7            | 1            |
| Parrillas One | Honduras  | 2018          | Inaccesibles | Inaccesibles |
| Juticalpa     | Honduras  | 2019          | 15           | 1            |
| Aurora        | Guatemala | 2019          | Inaccesibles | Inaccesibles |
| Real Sociedad | Honduras  | 2020          | 9            | 1            |
| Motagua       | Honduras  | 2020-Presente | 6            | 1            |

## Palmarés

### Campeonatos nacionales
| Título           | Club    | País     | Año  |
| ---------------- | ------- | -------- | ---- |
| Torneo Clausura  | Olimpia | Honduras | 2014 |
| Copa de Honduras | Olimpia | Honduras | 2015 |
| Torneo Clausura  | Olimpia | Honduras | 2015 |
| Torneo Clausura  | Olimpia | Honduras | 2016 |

### Campeonatos internacionales
| Título        | Club    | País       | Año  |
| ------------- | ------- | ---------- | ---- |
| Liga Concacaf | Olimpia | Costa Rica | 2017 |